# 3763 Цяньсюесень
3763 Цяньсюесень (3763 Qianxuesen) — астероїд головного поясу, відкритий 14 жовтня 1980 року.
Тіссеранів параметр щодо Юпітера — 3,609.